# Acord de Borja
L'Acord de Borja és un tractat signat el 1190 entre Alfons el Cast i Sanç VI de Navarra pel qual ambdós reis es comprometien a defendre's mútuament de les pretensions expansionistes d'Alfons VIII de Castella.
Ambdós reis van posar com a fiaça places en poder de Pero Ruiz d'Açagra, en garantia, de manera que si un rei incomplia l'acord, les places passaven a poder a de l'altre.